# Nero (formație)

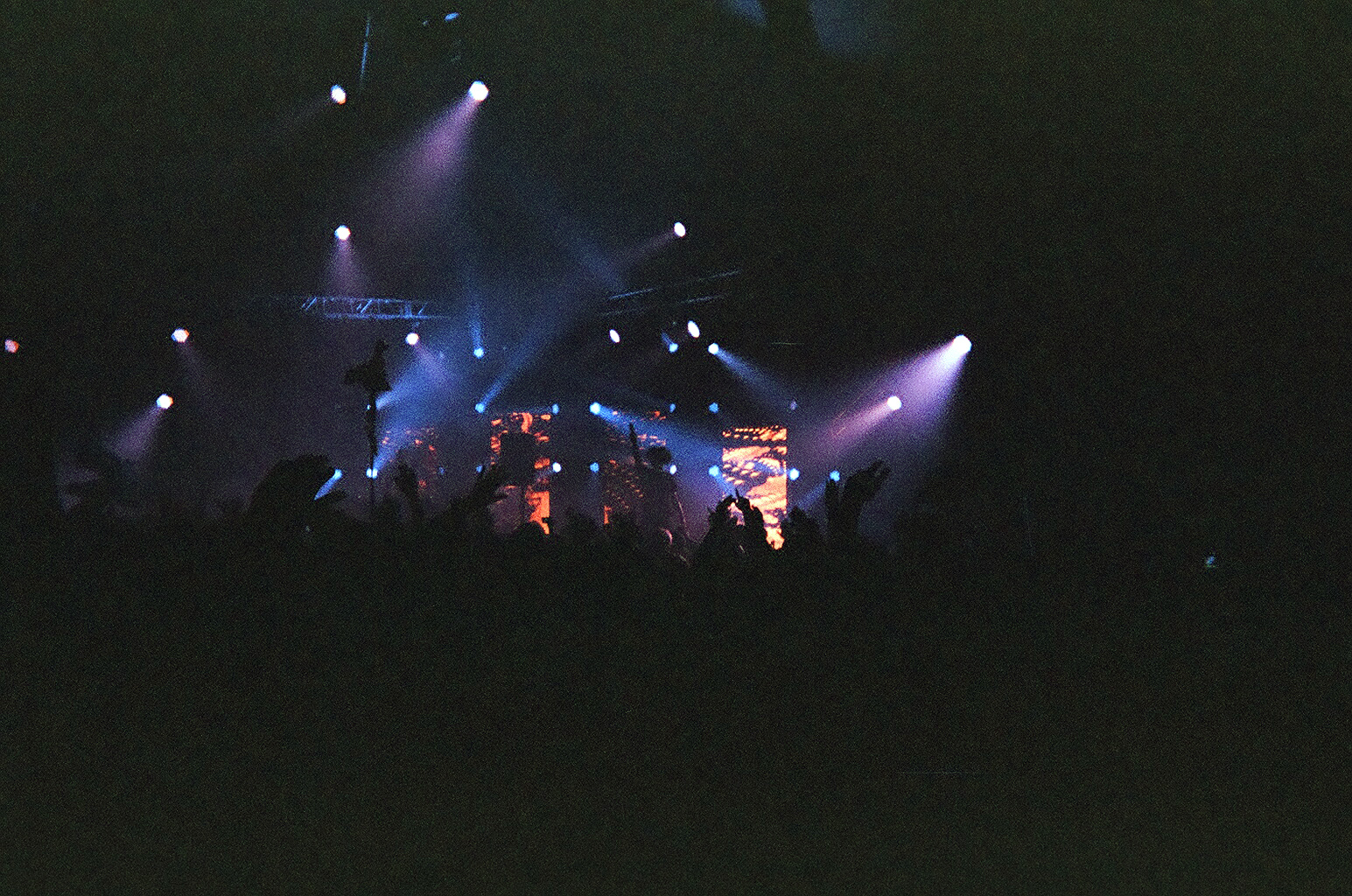
NERO evoluând la Camp Bisco X în Mariaville Lake, New York pe 9 iulie 2011

Nero, stilizat ca NERO, este o formație britanică de muzică electronică, formată din trei membri: Daniel Stephens, Joe Ray și vocalista Alana Watson. În august 2011, ei au lansat albumul lor de debut Welcome Reality care a ajuns pe primul loc în topul UK Albums Chart. În august 2012, "Promises" a fost certificat cu aur în Statele Unite. Pe 10 februarie 2013, Nero a câștigat Premiul Grammy pentru remixul la piesa "Promises", în colaborare cu Skrillex.

## Discografie
Discografia formației Nero constă dintr-un album de studio și 16 single-uri.

### Albume de studio
| Titlu             | Detalii                                                                           | Poziții în topuri | Poziții în topuri | Poziții în topuri | Poziții în topuri | Poziții în topuri | Poziții în topuri | Poziții în topuri | Poziții în topuri | Poziții în topuri | Certificări          |
| Titlu             | Detalii                                                                           | UK                | UK Dance          | AUS               | BEL (FL)          | IRL               | NZ                | SCO               | SWI               | US Dance          | Certificări          |
| ----------------- | --------------------------------------------------------------------------------- | ----------------- | ----------------- | ----------------- | ----------------- | ----------------- | ----------------- | ----------------- | ----------------- | ----------------- | -------------------- |
| Welcome Reality   | - Lansat: 12 august 2011 - Label: MTA Records - Formate: CD, digital download     | 1                 | 1                 | 12                | 29                | 52                | 32                | 2                 | 88                | 6                 | - AUS: Aur - UK: Aur |
| Between II Worlds | - Lansat: 11 septembrie 2015 - Label: MTA Records - Formate: CD, digital download | 24                | 2                 | 13                | 88                | —                 | 37                | —                 | —                 | 1                 |                      |

### Single-uri
| An                                                                                | Titlu                            | Poziții de top | Poziții de top | Poziții de top | Poziții de top | Poziții de top | Poziții de top | Poziții de top | Poziții de top | Poziții de top | Poziții de top | Certificări                            | Album                            |
| An                                                                                | Titlu                            | UK             | AUS            | AUT            | BEL (FL)       | FRA            | GER            | NZ             | SCO            | SWI            | US             | Certificări                            | Album                            |
| --------------------------------------------------------------------------------- | -------------------------------- | -------------- | -------------- | -------------- | -------------- | -------------- | -------------- | -------------- | -------------- | -------------- | -------------- | -------------------------------------- | -------------------------------- |
| 2005                                                                              | "Ragga Puffin / Torture"         | —              | —              | —              | —              | —              | —              | —              | —              | —              | —              |                                        |                                  |
| 2005                                                                              | "Act Like You Know"              | —              | —              | —              | —              | —              | —              | —              | —              | —              | —              |                                        |                                  |
| 2007                                                                              | "Dick Tracy VIP / The Forecast"  | —              | —              | —              | —              | —              | —              | —              | —              | —              | —              |                                        |                                  |
| 2007                                                                              | "Energy / Workout"               | —              | —              | —              | —              | —              | —              | —              | —              | —              | —              |                                        |                                  |
| 2008                                                                              | "This Way / Bad Trip"            | —              | —              | —              | —              | —              | —              | —              | —              | —              | —              |                                        | Welcome Reality (Deluxe Edition) |
| 2008                                                                              | "Something Else / Night Thunder" | —              | —              | —              | —              | —              | —              | —              | —              | —              | —              |                                        |                                  |
| 2008                                                                              | "Solid Air / Choices"            | —              | —              | —              | —              | —              | —              | —              | —              | —              | —              |                                        | Welcome Reality (Deluxe Edition) |
| 2009                                                                              | "End of the World / Go Back"     | —              | —              | —              | —              | —              | —              | —              | —              | —              | —              |                                        |                                  |
| 2010                                                                              | "Innocence / Electron"           | 167            | —              | —              | —              | —              | —              | —              | —              | —              | —              |                                        | Welcome Reality                  |
| 2011                                                                              | "Me & You"                       | 15             | —              | —              | 56             | —              | —              | —              | 23             | —              | —              |                                        | Welcome Reality                  |
| 2011                                                                              | "Guilt"                          | 8              | —              | —              | 55             | —              | —              | —              | 11             | —              | —              |                                        | Welcome Reality                  |
| 2011                                                                              | "Promises"                       | 1              | 33             | 28             | 27             | 61             | 67             | 26             | 1              | 34             | 42             | - AUS: Gold - CAN: Platinum - US: Gold | Welcome Reality                  |
| 2011                                                                              | "Crush on You"                   | 32             | —              | —              | 48             | —              | —              | —              | 28             | —              | —              |                                        | Welcome Reality                  |
| 2011                                                                              | "Reaching Out"                   | 92             | —              | —              | 78             | —              | —              | —              | —              | —              | —              |                                        | Welcome Reality                  |
| 2012                                                                              | "Must Be the Feeling"            | 124            | —              | —              | 56             | —              | —              | —              | —              | —              | —              |                                        | Welcome Reality                  |
| 2012                                                                              | "Won't You (Be There)"           | 156            | —              | —              | 130            | —              | —              | —              | —              | —              | —              |                                        | Welcome Reality +                |
| "—" denotes a recording that did not chart or was not released in that territory. |                                  |                |                |                |                |                |                |                |                |                |                |                                        |                                  |

### Remix-uri
| An   | Piesă                                     | Artist                      | Release                             |
| ---- | ----------------------------------------- | --------------------------- | ----------------------------------- |
| 2005 | "Let It Go"                               | DJ SS                       | S Files                             |
| 2007 | "Shine"                                   | Influx UK                   | Shine/Special Black                 |
| 2009 | "Hypercaine"                              | DJ Fresh                    | Hypercaine                          |
| 2009 | "After I'm Gone"                          | Greenlaw feat. DJ SS        | After I'm Gone                      |
| 2009 | "Say It"                                  | Booty Luv                   | Say It                              |
| 2009 | "Juggernauts"                             | Enter Shikari               | Juggernauts                         |
| 2009 | "Ghosts 'n' Stuff"                        | Deadmau5 feat. Rob Swire    | Ghosts 'n' Stuff                    |
| 2009 | "I'm Not Your Toy"                        | La Roux                     | I'm Not Your Toy                    |
| 2009 | "Blinded By The Lights"                   | The Streets                 | Blinded By The Lights/In The Middle |
| 2009 | "In The Middle"                           | The Streets                 | Blinded By The Lights/In The Middle |
| 2009 | "Shaolin Style"                           | Bar 9                       | Shaolin Style                       |
| 2009 | "Trippin'"                                | Platnum                     | Nero Remixes 12"                    |
| 2009 | "Everybody"                               | Rudenko                     | Nero Remixes 12"                    |
| 2010 | "Sincere"                                 | MJ Cole                     | Sincere (Nero Remix)                |
| 2010 | "You Used to Hold Me"                     | Calvin Harris               | You Used to Hold Me                 |
| 2010 | "The Recluse"                             | Plan B                      | The Recluse                         |
| 2010 | "Hot-n-Fun"                               | N.E.R.D feat. Nelly Furtado | Hot-n-Fun                           |
| 2010 | "Let You Go"                              | Chase & Status              | Let You Go                          |
| 2011 | "Feel So Close"                           | Calvin Harris               | Feel So Close                       |
| 2011 | "Promises"(cu Skrillex)                   | Nero                        | Promises                            |
| 2011 | "C.T.F.O"                                 | SebastiAn feat. M.I.A.      | C.T.F.O                             |
| 2011 | "Hypnotize U"                             | N.E.R.D feat. Daft Punk     | Hypnotize U                         |
| 2011 | "Guilt"(Nero VIP Mix)                     | Nero                        | Guilt                               |
| 2012 | "Must Be the Feeling"(with Flux Pavilion) | Nero                        | Must Be the Feeling                 |
| 2012 | "Fok Julle Naaiers"(Nero Bootleg)         | Die Antwoord                | Released on Soundcloud              |
| 2012 | "Speed Demon"                             | Michael Jackson             | Bad 25                              |
| 2012 | "Holdin' On"(with Skrillex)               | Monsta                      | Monsta EP                           |
| 2013 | "#mysunrise"                              | Audrey Napoleon             | Unreleased                          |

### Creditări de producție
| An   | Track        | Artist  | Album                  |
| ---- | ------------ | ------- | ---------------------- |
| 2011 | "Stay Awake" | Example | Playing in the Shadows |
| 2012 | "Follow Me"  | Muse    | The 2nd Law            |

## Premii și nominalizări
Premiile Grammy
| An   | Beneficiar                         | Premiu                                  | Rezultat |
| ---- | ---------------------------------- | --------------------------------------- | -------- |
| 2013 | "Promises" (Skrillex & Nero Remix) | Best Remixed Recording, Non - Classical | Câștigat |

Dubstep Music Awards North America
| An   | Beneficiar | Premiu                         | Rezultat |
| ---- | ---------- | ------------------------------ | -------- |
| 2012 | Nero       | Best International Dubstep Act | Câștigat |

Ivor Novello Awards
| An   | Beneficiar | Premiu                 | Rezultat     |
| ---- | ---------- | ---------------------- | ------------ |
| 2011 | "Promises" | Best Contemporary Song | Nominalizare |

Q Awards
| An   | Beneficiar | Premiu       | Rezultat     |
| ---- | ---------- | ------------ | ------------ |
| 2011 | Nero       | Best New Act | Nominalizare |

Dubstep Music Awards (UK)
| An   | Beneficiar        | Premiu     | Rezultat |
| ---- | ----------------- | ---------- | -------- |
| 2011 | "Welcome Reality" | Best Album | Câștigat |

Drum & Bass Awards
| An   | Beneficiar | Premiu                 | Rezultat |
| ---- | ---------- | ---------------------- | -------- |
| 2011 | Nero       | Best Dubstep Producers | Câștigat |
| 2011 | Nero       | Best Dubstep DJs       | Câștigat |

Beatport Awards
| An   | Beneficiar          | Premiu             | Rezultat |
| ---- | ------------------- | ------------------ | -------- |
| 2010 | Nero                | Best Dubstep Act   | Câștigat |
| 2010 | "Act Like You Know" | Best Dubstep Track | Câștigat |